# Le Corbusier
Le Corbusier, pseudonimo di Charles-Édouard Jeanneret-Gris (La Chaux-de-Fonds, 6 ottobre 1887 – Roccabruna-Capo Martino, 27 agosto 1965), è stato un architetto, urbanista, pittore e designer svizzero naturalizzato francese.
Tra le figure più influenti della storia dell'architettura contemporanea, viene ricordato insieme a Ludwig Mies van der Rohe, Frank Lloyd Wright, Walter Gropius e Alvar Aalto come maestro del Movimento Moderno. Scopritore dell'uso del calcestruzzo armato per l'architettura, nonché membro fondatore dei Congrès Internationaux d'Architecture moderne, fuse l'architettura con i bisogni sociali dell'uomo moderno, offrendo una lettura lucida e consapevole, in termini architettonici e antropologici, della sua epoca.
Tra il 2016 e il 2017 le sue opere sono state aggiunte alla lista dei siti Patrimonio dell'umanità dell'UNESCO. Nella motivazione si legge che gli edifici scelti sono «una testimonianza dell'invenzione di un nuovo linguaggio architettonico che segna una rottura con il passato».

## Il nome d'arte Le Corbusier
(Marco Biraghi)
Il nome d'arte di Charles-Édouard Jeanneret-Gris con cui egli oggi è universalmente noto, ovvero «Le Corbusier», venne coniato sotto indicazione di Amédée Ozenfant nell'autunno del 1920: inizialmente venne adottato solo per firmare articoli d'architettura su L'Esprit Nouveau, i cui unici curatori erano Ozenfant e Jeanneret, che usavano molti pseudonimi per dissimulare il fatto che gli autori fossero solo loro.
L'origine di questo è largamente documentata. Dato che Ozenfant per realizzare il proprio nome d'arte aveva preso spunto dal cognome materno, consigliò a Jeanneret di fare altrettanto, ma lui non poté ascoltare il suo consiglio poiché aveva compiuto i propri studi nello studio di Auguste Perret, che condivideva per ragioni assolutamente fortuite il cognome della madre. Egli quindi trasse spunto da «Le Corbesier», trisavolo materno il cui ritratto, eseguito da Darjou (pittore alla corte di Eugenia de Montijo), era posto nella casa dove aveva trascorso l'infanzia. La «e» venne mutata in «u» sotto consiglio di Ozenfant: il soprannome risultò gradito a Jeanneret poiché gli ricordava quello del maestro (L'Eplattenier).
È talvolta noto anche semplicemente come Le Corbu per abbreviazione del suo soprannome: tale storpiatura, complice un gioco di parole con la parola corvo (in francese corbeau) comportò la sua abitudine di firmare con questa sigla le sue lettere informali, oppure abbozzando la sagoma di un corvo stilizzato; dall'abbreviazione della storpiatura del suo soprannome deriva la forma Le Corb, diffusa soprattutto in inglese.

## Biografia

### Le radici: gli inizi a La Chaux-de-Fonds

Immagine ottocentesca di La Chaux-de-Fonds, paese natale di Le Corbusier.

Charles-Édouard Jeanneret-Gris nacque al № 38 di rue de la Serre a La Chaux-de-Fonds, villaggio svizzero nella regione del Giura, il 6 ottobre 1887. La madre, Charlotte Marie Amélie Perret (nessuna parentela con il celebre Auguste Perret, futuro collaboratore di Jeanneret), era musicista e si guadagnava da vivere come insegnante di pianoforte. Il padre, Georges-Édouard Jeanneret-Gris, invece, adorava trascorrere il proprio tempo libero a contatto con la natura e, per questo motivo, si assunse la presidenza del Club Alpin, per il quale egli scriveva, seppur da autodidatta, lunghe relazioni sulle sue passeggiate. Al seguito del padre in queste scalate naturalistiche vi era ovviamente il giovane Jeanneret, che in questo modo - beneficiando delle vedute delle gole del Doubs e della catena delle Alpi - ebbe l'opportunità di maturare un rapporto diretto con il paesaggio, il quale - filtrato attraverso il ricordo dell'infanzia - verrà trasposto con rigore anche nella sua opera architettonica.
Il vero mestiere del padre, tuttavia, era quello di smaltatore di quadranti d'orologio, secondo una lunga tradizione familiare che affondava le proprie radici nella secolare industria orologiera di La Chaux-de-Fonds. Dopo un'infanzia segnata da lunghe passeggiate domenicali con il padre e da un sincero interesse per il disegno, il giovane Édouard sembrava predestinato a seguire le orme paterne e, per questo motivo, una volta terminati gli studi primari, fu iscritto alla Scuola d'Arte di La Chaux-de-Fonds, istituita nell'Ottocento proprio per formare orologiai validi e minuziosi. Qui Jeanneret - del tutto disilluso verso il pianoforte, con grande disappunto della madre - diede prova di grande diligenza in un'attività, come la decorazione e l'incisione di casse d'orologio, che «esige una precisione assoluta nel disegno e una rigorosa concentrazione di spirito», siccome «un semplice errore di tratti è sufficiente a distruggere un prezioso pezzo in oro o una placca d'argento», come ricorda il von Moos. Pur avendo raggiunto una grande perizia nel bulino, l'allievo Charles-Édouard non era per nulla allettato dalla prospettiva di trascorrere il resto della sua vita ornando gli smalti colorati delle casse d'orologio con decorazioni floreali, complice anche la feroce crisi che tale pratica artigianale stava attraversando in quel periodo.

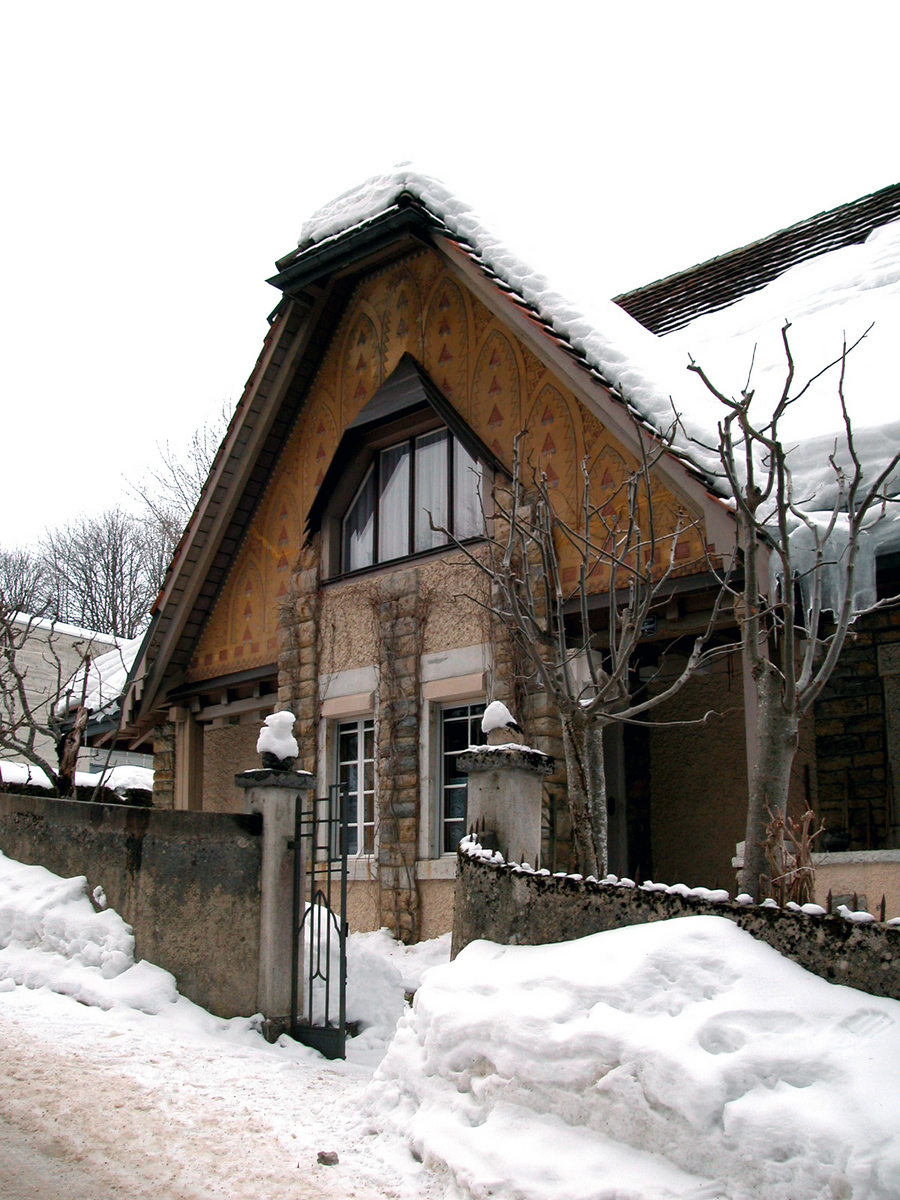
La villa per Louis Fallet

Ad accorgersi dell'irrequietudine creativa di Jeanneret vi fu un insegnante di quella scuola: Charles L'Eplattenier. Ventiseienne, formatosi a Parigi nell'alveo della Scuola di Belle Arti ma lontano dai gusti accademici, L'Eplattenier aveva intuito la pressione che l'industria orologiera stava subendo a opera della crescente industrializzazione, e per questo motivo intendeva offrire agli studenti della scuola d'arte un insegnamento più pragmatico, onnicomprensivo, improntato al valore dell'esperienza pratica e perciò non limitato a una prospettiva meramente ornamentale, bensì tendente ad abbracciare la globalità delle esperienze artistiche, dal singolo oggetto d'arredamento alla monumentalità dell'architettura. Interessato al programma del nuovo maestro, il ragazzo si avvicinò in questo modo alle esperienze artistiche dell'Art Nouveau, al cui credo estetico L'Eplattenier si rifaceva, e si cimentò nella realizzazione di numerosi schizzi e disegni dal vero, nella prospettiva di diventare pittore, mestiere che riteneva particolarmente vicino alla sua sensibilità. L'Eplattenier, tuttavia, era categorico: il destino del suo discepolo non era quello di abbandonarsi all'arte pittorica, bensì di consacrarsi all'architettura. Édouard, grazie alle attenzioni pedagogiche del maestro, fu prontamente dissuaso dal farsi artista e maturò il definitivo proposito di divenire costruttore: «Uno dei miei maestri [un maestro straordinario] mi strappò con dolcezza a un destino mediocre. Volle che fossi architetto. L'architettura e gli architetti mi facevano orrore [...] Avevo sedici anni, accettai il verdetto e obbedii: mi detti all'architettura».
A questi anni risale persino il primissimo cimento architettonico di Jeanneret: la progettazione di villa Fallet. A offrirgli l'occasione di redigere il primo progetto della sua vita fu Louis Fallet, direttore della Scuola d'Arte, grazie alla provvidenziale intercessione di L'Eplattenier: il risultato di quindici mesi di fatiche progettuali fu una villa scatolare, di piccole dimensioni, dal vocabolario decorativo vicino alle esperienze dell'art nouveau, citato con numerose ornamentazioni dal sapore silvestre (abeti, nuvole, corvi, foreste e scenari alpestri).

### La formazione

#### Il viaggio in Italia e a Vienna
Una volta compiuta villa Fallet, Le Corbusier decise di investire il denaro così ricavato in un viaggio in Italia, così da completare la propria educazione architettonica. Maximilien Gauthier, importante biografo dell'architetto, evocò nel seguente modo l'entusiasmo del ragazzo, ormai diciannovenne, alla vigilia del Grand tour nel Bel Paese:
(Maximilien Gauthier)

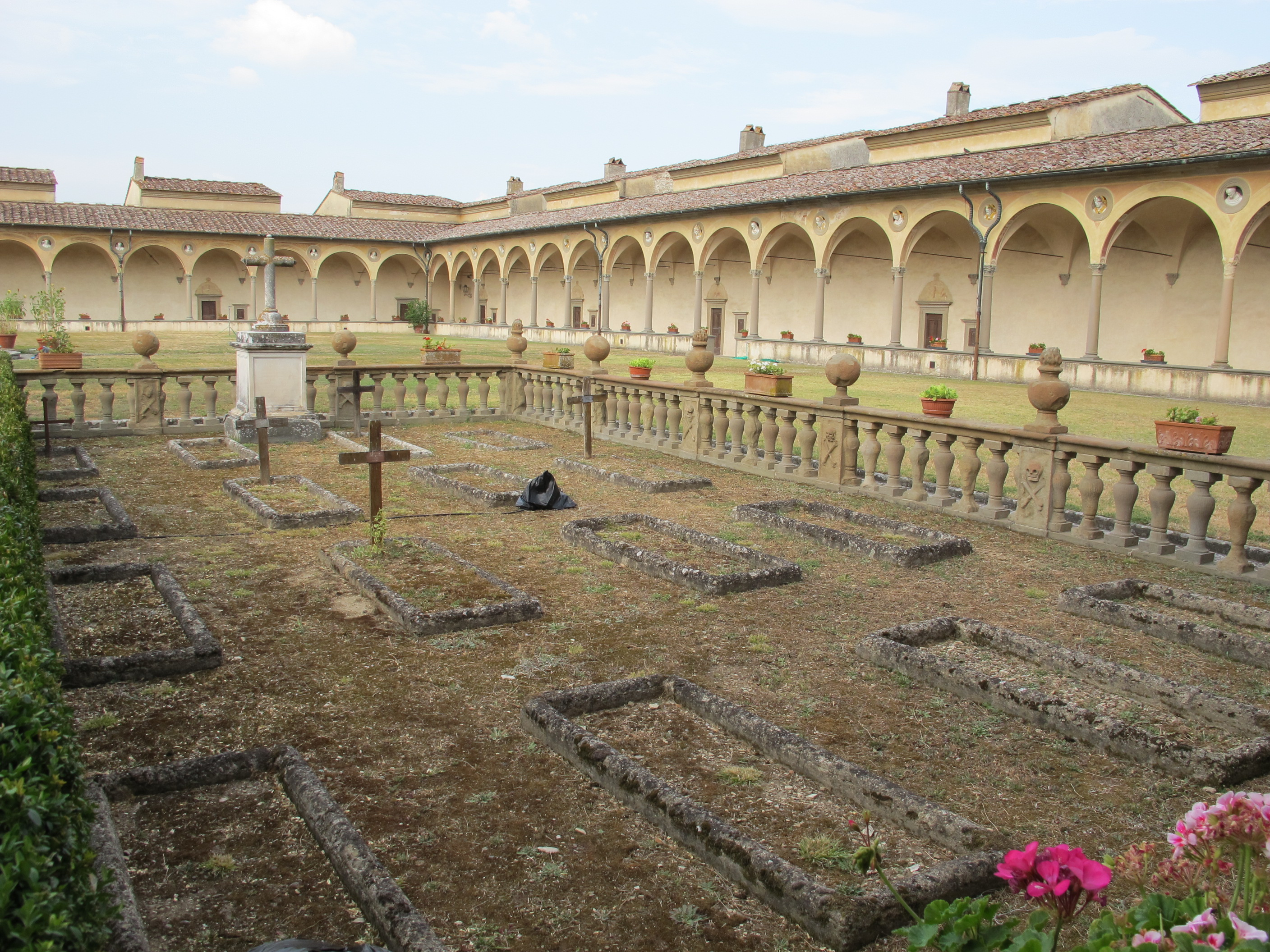
La distribuzione degli ambienti della certosa di Ema, presso Firenze, folgorò il giovane Le Corbusier.

Uno choc inaspettato, ad esempio, venne sperimentato alla visione della certosa di Ema, monastero trecentesco ubicato al Galluzzo, a sud di Firenze, sulla sommità di un dirupo lambito a valle dal torrente omonimo. A colpirlo di questa struttura claustrale non fu tanto l'estetica architettonica generale, quella improntata sugli aspetti più formali e decorativi, bensì i connotati più strettamente funzionali. La certosa di Ema, infatti, riusciva a coniugare in maniera riuscita la vita collettiva, riservata al chiostro grande, alla sala del capitolo, al parlatorio e al refettorio, con gli spazi privati, ovverosia le celle dei frati, organizzate secondo un impianto distributivo applicabile - stando al giudizio del giovane Jeanneret - anche nelle moderne case operaie.
L'itinerario italiano di Jeanneret, tuttavia, non si esaurì al Galluzzo, bensì si dipanò per innumerevoli altre città: memore della lezione di John Ruskin, critico d'arte particolarmente amato da L'Eplattenier che agli splendori rinascimentali preferiva i fasti della stagione medievale, Édouard - dopo esser stato a Pisa e Firenze, dove rimase impressionato dall'imponente mole della cupola del Brunelleschi - si spinse sulla riviera adriatica, facendo tappa a Ravenna, Ferrara, Padova, Venezia e infine Vicenza, visitando quest'ultima solo affrettatamente, essendo Palladio un architetto verso il quale L'Eplattenier nutriva poche simpatie. Giunto così a Trieste, Jeanneret si inoltrò dapprima a Budapest, e infine a Vienna. Trascorse ben sei mesi a contatto con la vita artistica della capitale austroungarica, animata da continue rappresentazioni teatrali e musicali - si pensi a Bach, Beethoven, Mozart e Wagner - ma anche dagli interventi architettonici di autori come Otto Wagner, Joseph Maria Olbrich e, soprattutto, Josef Hoffmann. Era quest'ultimo il fondatore della Wiener Werkstätte, una comunità di botteghe artigianali particolarmente attiva nel campo dell'arredamento, del mobilio e del design: Hoffmann subì potentemente la fascinazione dei disegni italiani di Jeanneret e invitò quest'ultimo a lavorare nel proprio studio, opportunamente retribuito. Pur apprezzando l'offerta di Hoffmann, e le frequentazioni che un simile discepolato comportava, da Kolo Moser a Gustav Klimt, Édouard non desiderava rimanere a Vienna: la sua destinazione ultima era una, ed era Parigi.

Ritratto di Auguste Perret, tra i maestri più influenti di Le Corbusier.

#### A Parigi: Perret
Questo «colpo di testa» risultò sgradito sia a L'Eplattenier sia al padre, i quali poco gradivano una rinuncia così improvvisa e apparentemente sragionata a un incarico prestigioso come quello hoffmaniano: Jeanneret, tuttavia, era fermo nel volersi consacrare alla Ville Lumière e per questo, una volta giunto sulle rive della Senna nel febbraio del 1908 dopo un lungo itinerario dipanatosi per Norimberga, Monaco di Baviera, Strasburgo, Nancy e Lione (dove fece forse conoscenza di Tony Garnier e dei suoi progetti sulla cité industrielle), egli si insediò in una mansarda in rue des Écoles, strategicamente collocata tra la Sainte-Chapelle e il Sacré-Cœur. Parigi all'epoca era una città fervente di arte e di cultura, ed Édouard poté così visitare la Torre Eiffel, eretta appena un ventennio prima, oltre che Notre-Dame, il museo del Louvre e le più recenti mostre artistiche, dove ebbe l'opportunità di scoprire Matisse e Cézanne.
Egli, tuttavia, era giunto a Parigi anche per consolidare la propria notorietà architettonica e per questo motivo, armato dei disegni eseguiti durante il viaggio italiano, intrecciò una vasta rete di conoscenze: tra le relazioni saldate in questo periodo vanno senza dubbio menzionate quelle con Frantz-Jourdain, presidente del Salon d'Automne e feroce detrattore dell'architettura così come tradizionalmente concepita, e soprattutto Eugène Grasset, illustratore e decoratore svizzero, il quale suggerì a Jeanneret di mettersi in contatto con i fratelli Auguste, Gustave e Claude Perret, pionieri dell'uso del cemento armato in architettura (con il béton, che sino ad allora aveva goduto di una scarsa rappresentanza nel panorama edilizio europeo, era stato realizzato lo stesso studio dei fratelli Perret al n. 25 di rue Franklin). «Lei sarà la mia mano destra!»: con queste parole Auguste Perret, presa visione dei suoi disegni, accolse Édouard nel proprio studio.
Inestimabile spartiacque della sua formazione, l'apprendistato presso i Perret, durato quattordici mesi, fu particolarmente significativo per Jeanneret, il quale così ebbe modo di saggiare le potenzialità costruttive del cemento armato, oltre ad assimilare una nuova concezione del costruire, imperniata su una sintesi efficace tra i bisogni autentici dell'uomo e le moderne tecniche edilizie - una notevole presa di distanza, dunque, dai valori dell'ormai distante Scuola d'Arte di La Chaux-de-Fonds. «Per me i Perret sono stati come una sferzata» riconobbe lo stesso architetto in una lettera a L'Eplattenier, aggiungendo poi: «Arrivato a Parigi, avvertii un grande vuoto dentro di me, e mi dissi: "Poveretto! Non sai ancora nulla e, accidenti, non sai neppure cosa non sai!". Fu questa la mia angoscia più grande. Studiando l'architettura romana mi venne il sospetto che l'architettura non fosse un fatto di forme ritmicamente ordinate, bensì qualcos'altro [...] Cosa, allora? Non lo sapevo ancora ...». Tale sistemazione professionale, inoltre, gli risultò particolarmente congeniale in quanto gli consentiva nel pomeriggio di continuare a fare la spola tra i musei, l'École des beaux-arts, la Sorbona, la Bibliothèque nationale e quella di Sainte-Geneviève. Come osservato dal Gauthier, dunque, «per Charles-Édouard Jeanneret fu una fortuna che esistesse fra i suoi maestri un Auguste Perret»: certo, non mancarono frizioni tra i due, con divergenze d'opinioni anche sostanziali (celebre quella in merito alla finestra, da concepire verticalmente secondo Perret, in modo tale da assecondare il naturale profilo dell'uomo, e orizzontalmente secondo Le Corbusier, per favorire la captazione della luce e il compito visivo del fruitore, che può in questo modo godere di ampie vedute panoramiche).  Ciò malgrado, Jeanneret e Perret erano legati da una salda, e soprattutto reciproca, intesa professionale e umana. Esemplari, in tal senso, le parole proferite da Perret visitando, molti anni dopo, il cantiere dell'Unità d'Abitazione di Marsiglia: «Ci sono solo due architetti in Francia: l'altro è Le Corbusier».

#### A Berlino: Behrens
Meno felice fu invece il discepolato con Peter Behrens, presso il quale Jeanneret arrivò grazie a L'Eplattenier, dal quale ricevette l'incarico di studiare i metodi di fabbricazione e distribuzione dei prodotti artistici in Germania: fu un'occasione per scrivere l'Etude sur le mouvement d'Art Décoratif en Allemagne e per visitare Francoforte, Düsseldorf, Dresda, Stoccarda, Hagen, Hanau, Weimar, Jena, Amburgo e finalmente Berlino, città dove Behrens aveva lo studio. Presso quest'ultimo Jeanneret rimase cinque mesi, brevemente interrotti solo da una visita a Hellerau, città giardino della Sassonia costruita su progetto di Heinrich Tessenow. Come già accennato, Jeanneret fu tutto sommato deluso dallo studio del Behrens, che pure lo sollecitò a riflettere sul rapporto tra architettura e industria, interiorizzato anche con la visita della celebre Fabbrica di Turbine AEG, e sulle dinamiche lavorative di un grande studio. Di seguito si riporta un suo commento:

#### Il viaggio in Oriente
Profondamente disilluso, dunque, Jeanneret non aveva trovato da Behrens le risposte alle sue domande architettoniche. Fu il caso a dare un decisivo impulso alla sua avventura formativa: Auguste Klipstein, un amico versato nella storia dell'arte, stava infatti preparando una tesi di laurea su El Greco, pittore ben rappresentato soprattutto nelle gallerie di Bucarest e Budapest. All'invito di Klipstein di visitare queste due città Édouard, entusiasticamente, replicò: «Bene! Andiamoci allora, e passeremo per Istanbul e Atene: troviamoci a Praga».

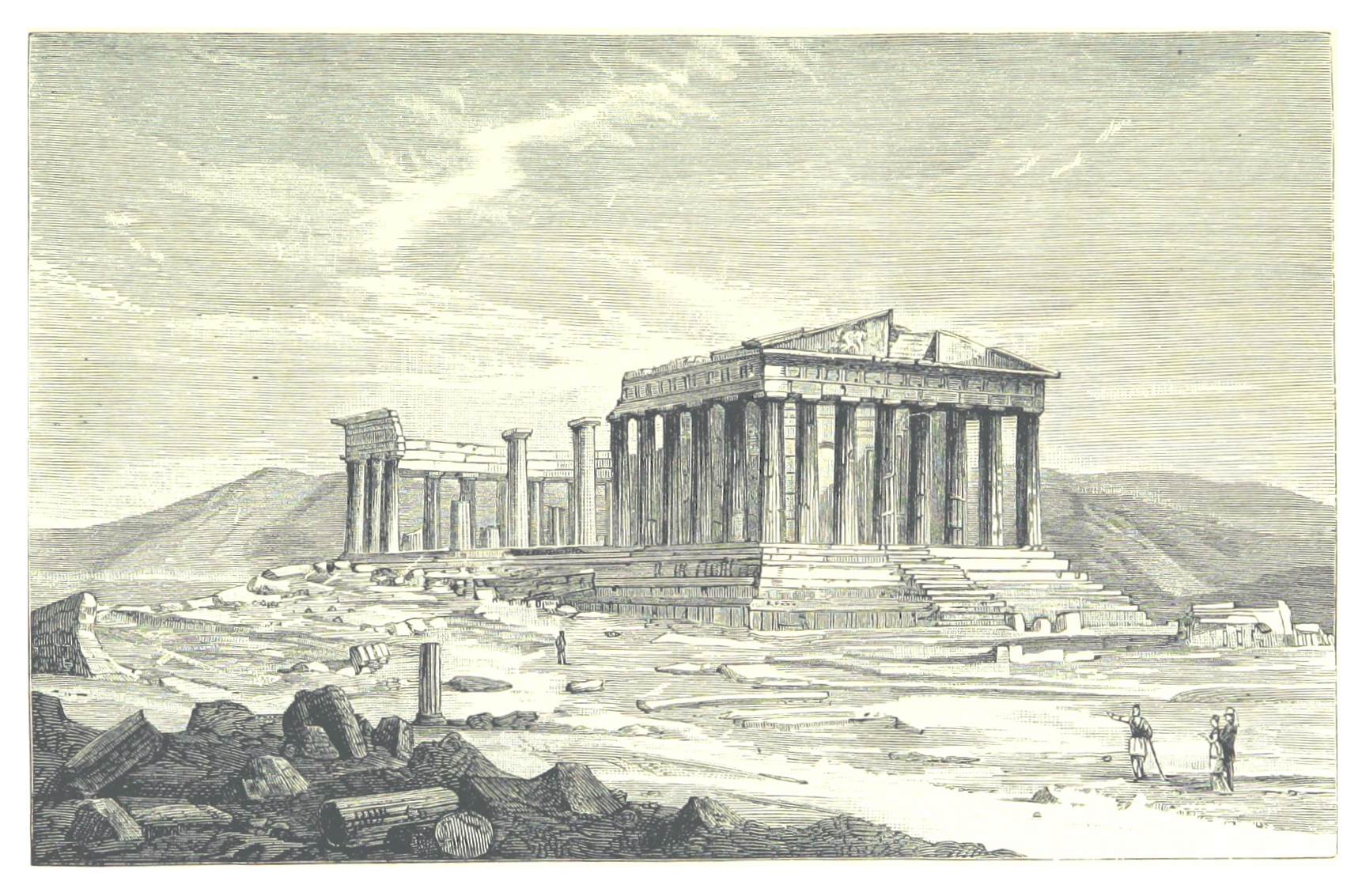
Immagine del Partenone eseguita nel 1882

Un viaggio inizialmente concepito in maniera improvvisa, «per qualche settimana», finì non solo per prolungarsi per ben sette mesi, bensì per avere un'influenza determinante sulla formazione di Jeanneret. Incontratosi con Klipstein a Dresda, per poi ridiscendere a Vienna e a Budapest (metropoli che egli paragonò «a una lebbra sul corpo di una fata»), Jeanneret effettuò tappa a Baja, Belgrado («città incerta cento volte più di Budapest») e alla gola di Kasan. Se al principio questo tour gli sembrava tutto sommato deludente, varcati i confini della Romania e della Bulgaria, Jeanneret iniziò a essere pervaso da un grande entusiasmo, suscitato soprattutto dall'architettura rurale, spontanea e docilmente anonima di quei luoghi, che egli studiò con dedizione. Potente fu anche la fascinazione esercitata dalle moschee della Turchia, candide e intrise di luce, e dall'architettura mediterranea, rigorosa ed essenziale, dove «una geometria elementare disciplina le masse: il quadrato, il cubo, la sfera» (come osservato dal Jenger, d'altronde, essendo «cresciuto tra le fitte abetaie e le vallate brumose del Giura, egli è letteralmente abbagliato dalla luce del Sud»).  Il voyage d'Orient, tuttavia, raggiunse la propria acme emozionale solo con la visita all'acropoli di Atene e al Partenone, architettura limpida, pulita, rigorosa, sviluppata sull'orizzontalità «gloriosa» dell'architrave e inventata su armoniche proporzioni e su una spazialità che si arricchisce potentemente del contesto geografico circostante. Per preservare, mantenere vivo il ricordo del Partenone, giudicato evocativamente come «pura creazione dello spirito» e come «macchina che commuove», Le Corbusier disegnò profusamente sui suoi taccuini, densissimi di schizzi in bianco e nero, colorati e persino di annotazioni:
(Le Corbusier)

#### Il ritorno a La Chaux-de-Fonds
A Istanbul, per ragioni fortuite, Édouard incontrò il proprio maestro Perret, dal quale fu prontamente sollecitato a ritornare in Francia, allo studio: «Ritorniamo insieme a Parigi, ho del lavoro per uno come lei» (il riferimento è al teatro degli Champs-Élysées, uno dei capolavori perretiani più celebri). Jeanneret, tuttavia, declinò e decise di fare ritorno nella propria città natale, La Chaux-de-Fonds, solo dopo tappe a Pompei, Napoli, Roma e Firenze.
A causa della fatica ad allontanarsi in maniera definitiva ai luoghi dell'infanzia e, al contempo, ad assimilare le novità recepite con il Voyage d'Orient, Jeanneret dunque prese la decisione di assumere la cattedra di «elementi geometrici, applicazioni diverse all'architettura, esecuzione pratica» presso la nuova sezione della scuola d'arte di La Chaux-de-Fonds. L'Eplattenier intendeva infatti fare di La Chaux-de-Fonds un centro culturale in grado di rivaleggiare con Monaco, Parigi e Vienna, e per questo motivo riunì a sé gli ex allievi più dotati, nella prospettiva di renderli insegnanti e di dare un nuovo impulso a una scuola d'arte che giudicava penalizzata da un eccessivo attaccamento alla tradizione, non preparata alle nascenti sfide dell'industrializzazione e priva di un iter formativo volto a tutte le professioni nel campo dell'arte.
Quest'esperienza didattica, tuttavia, fu fallimentare, oltre che di breve durata, e franò sotto il peso dei sabotaggi e delle critiche dei professori più anziani e tradizionalisti, per causa dei quali si diffuse nell'apatica cittadinanza la credenza che tale corso, non certamente compatibile con la serietà della vecchia scuola d'Arte, fosse utile solo a dare vita a bohémien dilettanti, inetti e sfaccendati. A ciò si aggiunsero anche i pesanti contrasti che sorsero tra Jeanneret e L'Eplattenier, il quale intendeva riconvertire il proprio discepolo (ormai divenuto costruttore di rispetto e connoisseur delle potenzialità del cemento armato) alla decorazione. Ne sorse un'aspra disputa, che fu composta dopo poco, anche se le relazioni fra i due uomini non ripresero più l'antica intimità.
Intanto all'attività didattica, Jeanneret affiancò quella più strettamente progettuale. A questi anni risalgono infatti varie realizzazioni, perlopiù connesse all'edilizia residenziale: villa Jeanneret-Perret, progettata per i genitori in rue La Montagne; villa Favre-Jacot, programma edilizio eseguito su commissione dell'omonimo industriale; il cinematografo La Scala, sempre a La Chaux-de-Fonds, dove si palesa in tutta la sua potenza il portato stilistico del soggiorno tedesco con reminiscenze hoffmanniane, behrensiane e fischeriane; infine, la celebre villa Schwob.

#### La Maison Dom-ino e l'attività pittorica
Nonostante questa alacrità progettuale, Jeanneret iniziò a maturare una vera e propria insofferenza per La Chaux-de-Fonds, che giudicava incomparabile con la grandiosità della Ville Lumiere, metropoli ricca di monumenti da studiare e di occasioni formative presso la quale egli, in cuor suo, non vedeva l'ora di fare ritorno. Pur godendo ormai di una buona fama nella ricca borghesia La Chaux-de-Fonds, infatti, Édouard ritenne di non poter maturare in un ambiente che riteneva povero di stimoli e di come fosse necessario, al contrario, recarsi in una realtà come Parigi.
Nel frattempo, tuttavia, era scoppiata con tutta la sua tragica prepotenza la prima guerra mondiale, la quale - oltre a impedire ai privati di partire - stava già mostrando la sua brutalità con le prime distruzioni nelle Fiandre. Fu così che Jeanneret, sollecitato dall'incalzare delle prime devastazioni belliche, si attivò con l'ideazione della maison Dom-Ino, progetto che - con la ripetizione seriale di una cellula edilizia costituita da due solai, sei pilastri, sei plinti di fondazione e aggregabile secondo varie configurazioni - avrebbe potuto favorire la ricostruzione edilizia alla sospirata stipula della pace.
Interrotta ormai definitivamente l'attività didattica ed elaborato il progetto Dom-Ino, Jeanneret fu in questo periodo molto attivo anche sotto il profilo pittorico, continuando a dipingere ed esponendo nel 1912 presso Neuchâtel, in Svizzera, i vari elaborati grafici eseguiti nel corso dei viaggi in Oriente. Non meno intense furono le sue letture, tra le Teorie di Maurice Denis e la Storia dell'architettura di Auguste Choisy.

### Da Jeanneret a Le Corbusier: la gioia del costruire

#### L'avventura purista eL'Esprit Nouveau
Nel 1917 Jeanneret si insediò a Parigi al n. 20 di rue Jacob, a poca distanza dall'abbazia di Saint-Germain-des-Prés. In Francia, pur essendo tonificato da una personalità vigorosa e battagliera e da un'energia straripante, Édouard fu travagliato da continue asperità professionali e, conseguenzialmente, economiche: in prima e seconda istanza fu consulente architettonico della Société d'application du beton armé (SABA), società di ricerca per la quale progettò una torre-cisterna a Podensac e altre opere per la difesa nazionale, e dirigente della Société d'Entreprises Industrielles et Etudes (SEIE). Successivamente si assunse la dirigenza della Briqueterie d'Alfortville, impresa interessata alla produzione di diversi componenti del processo produttivo che, a causa dell'inesperienza stessa di Le Corbusier nell'imprenditoria e delle difficoltà attraversate dallo scenario edile francese in quegli anni, non riuscì a decollare e fallì miseramente.
Amédée Ozenfant: fu piuttosto la conoscenza di questo pittore e teorico d'arte francese, incontrato nel 1918 grazie all'intercessione di Perret, a stimolare la crescita architettonica di Jeanneret, anche se trasversalmente. In quegli anni, infatti, Édouard si sentiva più a proprio agio con i pennelli che con il compasso, tanto che nonostante i vari viaggi non aveva mai cessato di dipingere: l'amicizia con Ozenfant, dunque, fu decisiva per lo sviluppo di un linguaggio pittorico più coerente, poi trasposto - come si vedrà - in architettura. Con Amédée, infatti, Jeanneret ebbe l'opportunità di meditare sulla lezione di Monet, Signac, Matisse, di confrontarlo con il messaggio di L'Eplattenier e di informare orientamenti stilistici ben precisi, risolti poi nella redazione di un opuscolo dimostrativo denominato Après le Cubisme [Dopo il Cubismo]. Rigettando le proposte di Picasso e dei cubisti tutti, rei di aver prodotto dipinti oscuri e irrazionali, Jeanneret e Ozenfant intendevano dar vita a una forma d'arte, evocativamente denominata «purismo», tendente a forme ordinate, rigorose, non decorative e in grado di captare in maniera intellegibile lo «spirito moderno».
Tra Jeanneret e Ozenfant, dunque, si stabilì una fervida intesa, non solo pittorica ma soprattutto umana: i due, infatti, iniziarono a esporre insieme e, fatta conoscenza del poeta Paul Dermée, per diffondere le proprie teorie in fatto d'arte fondarono una rivista d'arte, L'Esprit Nouveau (il titolo fu desunto da una conferenza tenuta dal poeta Guillaume Apollinaire). Quest'iniziativa si sostanziò nella pubblicazione di ben ventotto numeri, stampati tra il 1920 e il 1925 con la collaborazione anche di nomi illustri, come Adolf Loos, Élie Faure, Louis Aragon e Jean Cocteau: fu proprio in quest'occasione che, simbolicamente, nacque lo pseudonimo «Le Corbusier», delle cui origini si è già parlato.

#### La prima epopea architettonica di Le Corbusier:Vers une architecture, abitazioni e proposte urbanistiche degli anni 1920
Mirabile sintesi dei concetti più salienti espressi nelle varie puntate de L'Esprit Nouveau è Vers une architecture [Verso una architettura], opera letteraria pubblicata nel 1923 e prontamente divenuta fra i più valenti ed esplosivi manifesti teorici non solo di Le Corbusier, ma dell'intero canone architettonico moderno. Semplificando la complessa elaborazione teorica di Le Corbusier - che verrà analizzata maggiormente nel dettaglio nel paragrafo Stile - in questa sede è possibile anticipare che, in completa antitesi con l'architettura tradizionale, la filosofia progettuale lecorbusierana prevedeva edifici concepiti come strumenti di abitazione (machine à habiter) e realizzati secondo forme geometriche rigorosamente elementari, ottenute sfruttando le nuove possibilità costruttive offerte dal calcestruzzo armato e, pertanto, negando completamente qualsiasi sussulto stilistico del passato. Questa nuova strategia con cui concepire lo spazio architettonico nel XX secolo è cristallizzata in particolare nell'impiego di pilotis (esili pilastrini su cui sollevare l'abitazione lasciando libero il pianterreno), tetti-giardino (in luogo delle ormai obsolete falde pendenti), piante e facciate libere e finestre a nastro (essendo l'elevazione verticale dell'edificio affidata a un telaio in cemento armato e non a setti murari è finalmente possibile organizzare gli spazi architettonici in maniera libera, fluida).

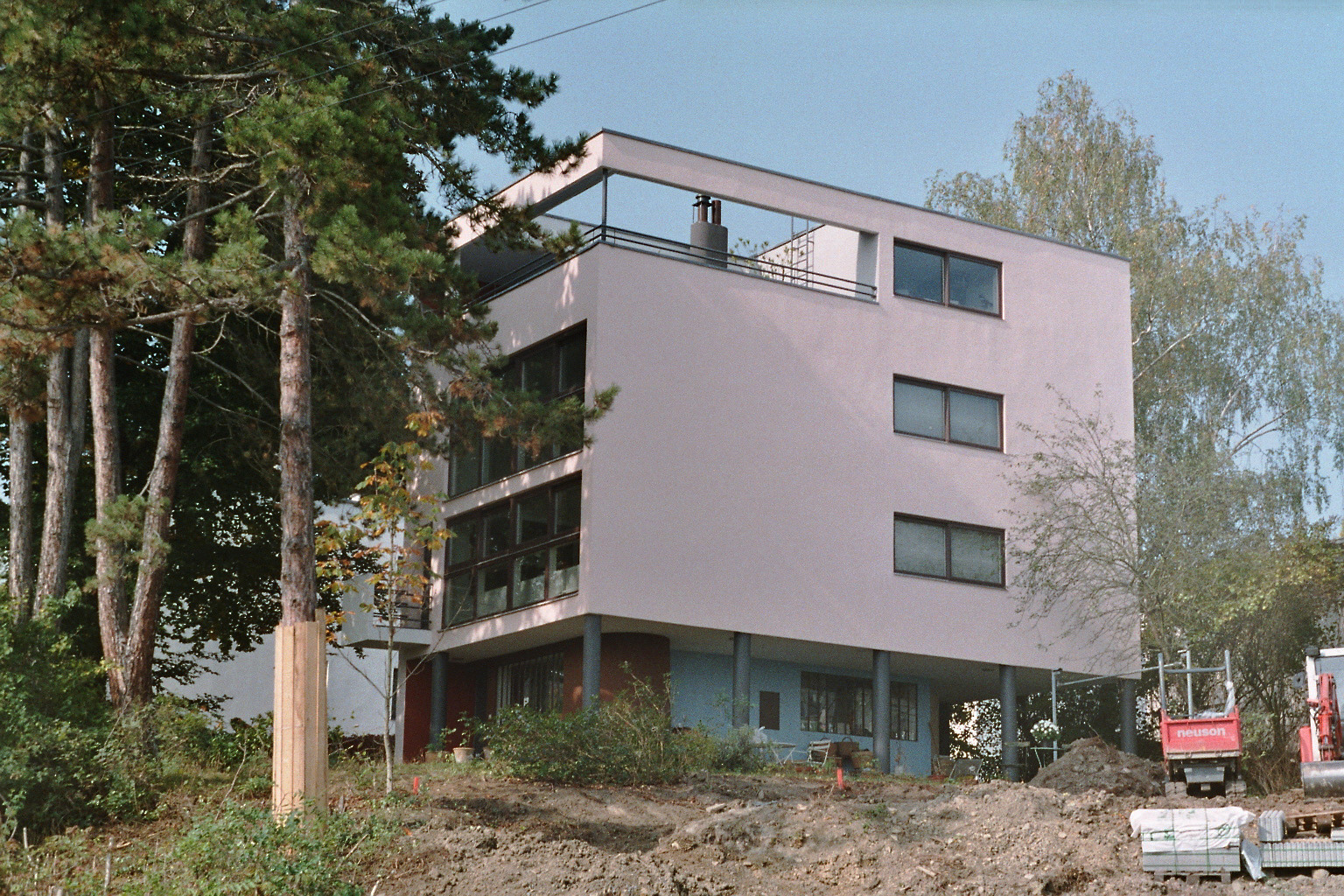
Fotografia della maison Citrohan alla Weißenhofsiedlung

Secondo i principi esposti in Vers une architecture sono realizzate gran parte delle architetture di questo decennio: si pensi alla maison Citrohan, primo prototipo di casa seriale a basso costo, dalla pianta razionale e semplice, o ai progetti di Immeuble-Villas, rispondenti alla necessità di conciliare le esigenze di vita privata e pubblica dei fruitori e concepite, in un certo senso, sul modello monastico della certosa di Ema. Altrettanto significative, oltre a questi tentativi di risolvere la vexata quaestio della «casa per tutti», sono le residenze realizzate su committenza di una clientela particolarmente benestante e interessata a fornire il proprio contributo, seppur modesto, allo svecchiamento dell'architettura che contava tra i propri esponenti più in vista personalità come Lipchitz, Miestchanikoff, Ternisien, Planeix, Cook, La Roche, Stein e altri artisti o appassionati d'arte. Ispirandosi ai risultati già conseguiti con la maison Citrohan, che trovò espressione per la prima volta nel 1927 nell'ambito del programma edilizio della Weissenhofsiedlung, oltre che ai punti già promossi in Vers une architecture, Le Corbusier progettò infatti un considerevole numero di residenze private, perlopiù ubicate nei signorili quartieri appena fuori Parigi: Auteuil, Neuilly, Boulogne, La Celle-Saint-Cloud, Garches, Poissy. Esempi mirabili di quest'edilizia sono la Maison La Roche-Jeanneret, villa bifamiliare dove oggi si è insediata la Fondation Le Corbusier, la celeberrima villa Savoye, unanimemente considerata uno degli edifici più significativi dell'architettura moderna.
Animato da un grande desiderio di creare, talmente pressante da fargli esclamare «lavorare non è una punizione, lavorare è respirare!» in quanto «respirare è una funzione straordinariamente regolare: né troppo rapida, né troppo lenta, ma costante», Le Corbusier applicò le sue riflessioni anche sulla scala urbana, producendo un'apprezzabile quantità di studi e pubblicazioni poi sfociati nella redazione del Progetto per una città di tre milioni di abitanti, ipotetico agglomerato metropolitano strutturato su una tessitura ortogonale in modo tale da risolvere «quattro brutali postulati: decongestionare il centro delle città, incrementare la densità della popolazione, favorire lo scorrimento dei mezzi di circolazione e accrescere le aree a verde». Il Plan Voisin, presentato da Le Corbusier nel 1925 al Padiglione dell'Esprit Nouveau, parte dalle basi del precedente progetto e ipotizza un radicale intervento di demolizione e ricostruzione per risolvere concretamente le annose problematiche urbanistiche di Parigi; interessanti anche i quartieri operai di Lège e Pessac, complessi residenziali popolari risolti in abitazioni bifamiliari e a schiera e commissionati nel 1923 dal ricco industriale dello zucchero Henry Frugès per fornire alloggi ai dipendenti della propria ditta.

#### Gli smacchi del Palazzo delle Nazioni e di Mosca, il CIAM
Grazie a questa fervida attività progettuale e letteraria Le Corbusier consolidò in maniera vertiginosa la sua fama, suggellata anche dalle continue conferenze che andava tenendo in tutta Europa (Parigi, Bruxelles, Praga, Losanna) e dalla capillare diffusione dei suoi libri, che ormai correvano in tutto il continente in innumerevoli traduzioni. In molti - dai ricchi committenti appartenenti alla classe industriale francese ai critici d'architettura - ormai apprezzavano le innovative proposte lecorbusierane, le quali - nel bene e nel male - destavano unanime interesse.
Di particolare interesse è il breve ma intenso affresco professionale e umano che Le Corbusier inviò alla madre nel 1927 anno in cui festeggiò il quarantesimo compleanno e, pertanto, foriero di primi bilanci:
(Le Corbusier)

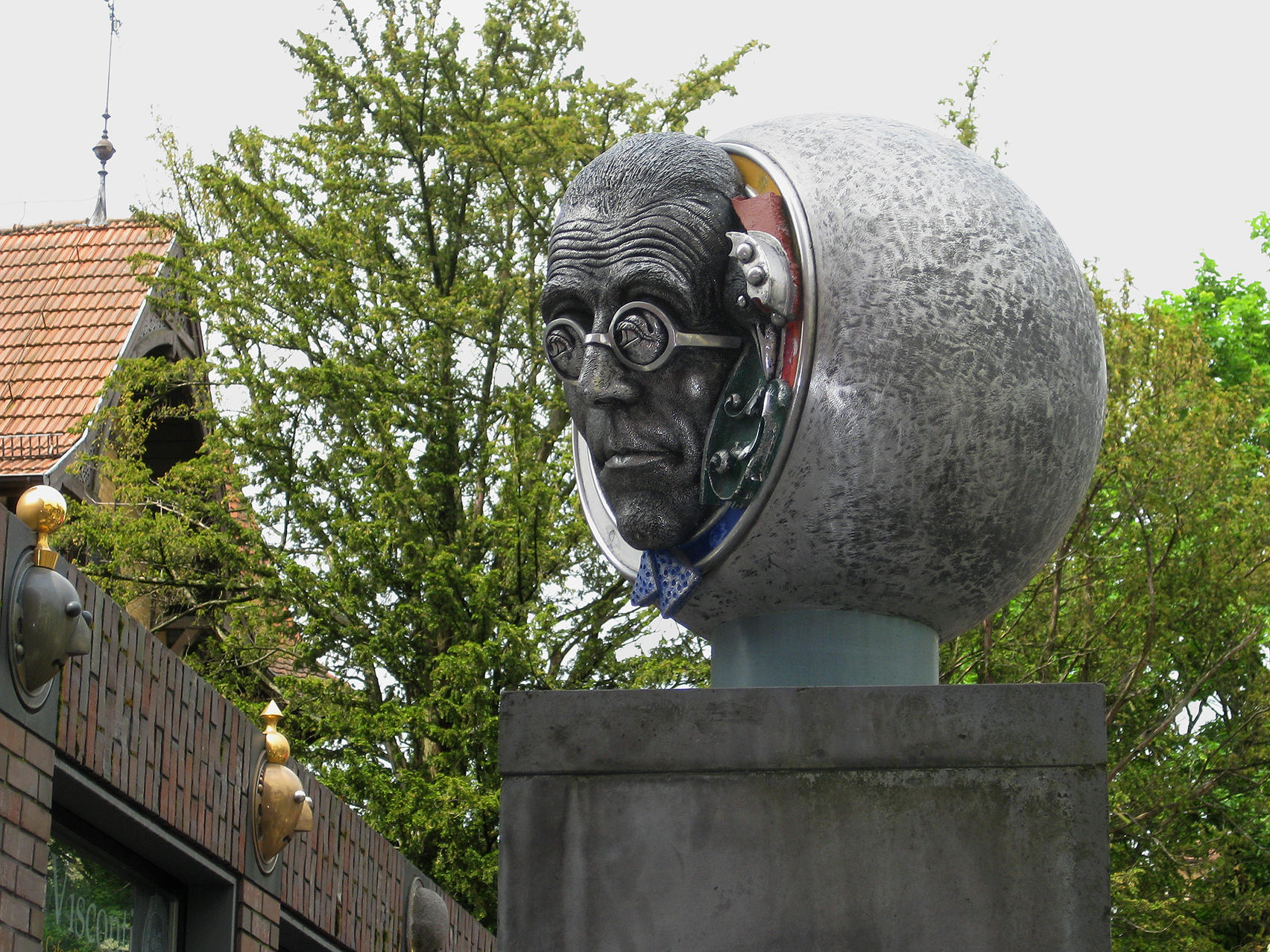
Scultura dedicata al maestro presso Bietigheim, nel Baden-Württemberg, in Germania.

In questi anni, tuttavia, il percorso architettonico di Le Corbusier conobbe anche due fallimenti. Nel 1927 la Società delle Nazioni, organizzazione sovrannazionale istituita dopo la prima guerra mondiale per promuovere il benessere materiale e morale del consesso umano mediante la risoluzione diplomatica delle controversie internazionali, aveva varato un concorso per la progettazione della propria sede a Ginevra, in Svizzera. In collaborazione con il cugino Pierre Jeanneret, con il quale aveva aperto uno studio parigino al n. 35 di rue de Sèvres, Le Corbusier riuscì a dare vita a un progetto che, per la sua modernità, funzionalità e accessibilità, fu particolarmente gradito dai giurati, fra i quali si contavano diversi architetti della vecchia scuola (Horta, Berlage, e persino Hoffmann): l'esito del concorso, tuttavia, si risolse per Édouard in un primo premio ex aequo con altri progetti di matrice accademica. E ancora: a causa di una lieve svista - non era stato utilizzato inchiostro a china per i disegni, così come previsto dal bando, bensì inchiostro tipografico - si paventò addirittura l'ipotesi che Le Corbusier avesse presentato copie invece che originali, e perciò alla fine fu esiliato dal novero dei vincitori. Questo insuccesso costituì per Le Corbusier una ferita particolarmente lenta a rimarginarsi, se nella prefazione della terza edizione di Vers une architecture scriveva: «Noi a Ginevra abbiamo proposto un edificio moderno. Scandalo! La "buona società" si aspetta un "palazzo", e per lei un vero "palazzo" deve assomigliare alle immagini raccolte qua e là in viaggio di nozze nella terra dei principi, dei cardinali, dei dogi o dei re». Ciò malgrado, Le Corbusier riuscì a manipolare abilmente la sensazione suscitata dall'inaspettato esito del concorso, riuscendo in questo modo a costruire un'immagine di interprete sensibile e, per questo, osteggiato, dell'architettura moderna.
Le Corbusier visse un'altra pesante mortificazione in occasione di un altro concorso, stavolta bandito dall'Unione Sovietica e relativo alla progettazione del Palazzo dei Soviet, centro amministrativo e di congressi da erigersi a Mosca nei pressi del Cremlino. Il progetto proposto dall'architetto, consistente in due sale dalla capacità complessiva di 21 500 spettatori - fu giudicato dagli amministratori del concorso un «capolavoro del funzionalismo» e, per il medesimo motivo, scartato in quanto le autorità sovietiche vi intravidero pericolosamente il germe dell'«industrialismo». Le Corbusier tentò di risolvere diplomaticamente il fraintendimento, ma invano: i responsabili moscoviti, infatti, non mutarono minimamente il loro verdetto finale, e l'architetto pertanto uscì sconfitto una seconda volta. Malgrado queste pur significative battute d'arresto Le Corbusier continuò a lavorare alacremente - a questi anni risalgono i progetti, stavolta realizzati, della Città-Rifugio dell'Esercito della Salvezza, del Padiglione della Svizzera alla Cité Universitarie di Parigi, del Molitor e dell'Immeuble Clarté - e, anzi, riuscì persino ad acquisire la cittadinanza francese (nel settembre del 1930) e a coronare il proprio sogno d'amore con Yvonne Gallis, vivace donna dalle origini monegasche con cui si unì in matrimonio nel dicembre 1930 (l'architetto ne avrebbe parlato nei termini di una «donna di grande cuore e grande volontà, integrità e bontà»).
Dall'esito del concorso del Palazzo della Società delle Nazioni, tuttavia, presero forma i Congressi internazionali di architettura moderna (CIAM), incontri internazionali di architetti e urbanisti istituiti per la prima volta da Le Corbusier stesso nel giugno 1928 a La Sarraz, nel cantone svizzero di Vaud. Le pressioni subite da parte degli ambienti più tradizionalisti dal Movimento Moderno, secondo il giudizio di Édouard, obbligava alla solidarietà tutti coloro che si riconoscevano in tale definizione, i quali - grazie agli appuntamenti costituiti dal CIAM - avrebbero avuto finalmente l'opportunità di riunirsi e di discutere in una prospettiva unitaria e costruttiva in merito a problemi di molteplice natura, come le abitazioni a basso costo, l'urbanistica, l'estetica, il ruolo dell'architettura moderna nel XX secolo, e così via. Di particolare spessore fu in particolare il dibattito del 1933, svoltosi in navigazione da Marsiglia ad Atene, in occasione del quale prese vita la cosiddetta «Carta d'Atene», manifesto d'urbanistica nel quale si riconobbero le varie problematiche alle quali tale disciplina doveva necessariamente trovare risposta. Intanto infittì la sua rete sociale, allacciando rapporti con Charles Brunel (sindaco di Algeri) oltre che con Francesc Maciá (prefetto di Barcellona), Giuseppe Bottai (governatore di Addis Adeba) e André Morizet (sindaco di Boulogne-Billancourt) e elaborando diversi piani urbani per le città da essi amministrate. Al 1935 risale un ciclo di conferenze negli Stati Uniti, nazione che lo colpì molto e che suscitò nel suo animo impressioni poi trascritte su carta con la redazione di Quando le cattedrali erano bianche, libro pubblicato nel 1936 che si basa sul confronto antitetico tra la cultura europea e quella americana.

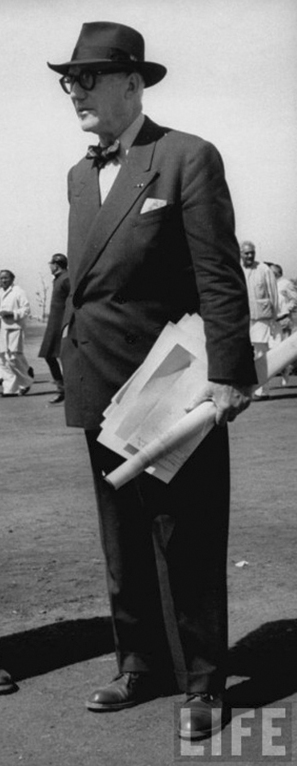
Immagine di Le Corbusier

#### La parentesi della seconda guerra mondiale
L'attività progettuale di Le Corbusier (in maniera analoga al settore edilizio francese tutto) subì una brusca eclissi con lo scoppio della seconda guerra mondiale e il continuo e inesorabile propagarsi dello spettro hitleriano nel continente. Dopo aver ideato un sistema di case montabili e smontabili per i rifugiati, con l'occupazione nazista di Parigi, Le Corbusier ritenne prudente chiudere il proprio studio a rue de Sèvres e trasferirsi a Ozon, un piccolo villaggio incastonato nei Pirenei, dedicando ivi il proprio tempo alla vorace lettura dei testi di Balzac, Poe, Flaubert, Hugo e De Musset.
Intorpidito da quest'inerzia nel 1940 Le Corbusier accettò di impiegarsi per il governo collaborazionista di Vichy su invito del ministro dell'interno Marcel Peyrouton in virtù di membro del commissariato per la lotta alla disoccupazione e del comitato istituito per accelerare la ricostruzione edilizia nelle zone coinvolte dalla guerra. Pur essendo animato da forti ideali in questi anni Le Corbusier dovette fare i conti non solo con una struggente nostalgia di Parigi, città «potente e bella e forte», ma anche con l'ostilità della cultura architettonica locale, ancora fortemente intrisa di accademismo, oltre che della classe politica tutta, del tutto insensibile all'architettura moderna. Disilluso, alla fine fu costretto ad ammettere l'inconcludenza di quegli anni terribili: «La mia pazienza vichyese è giunta al termine e preparo le valigie. È una città di amministrazione che ha soppiantato una città termale in cui si curavano i malati di bile».
Giunto nuovamente sotto l'ombra della torre Eiffel Le Corbusier ristabilì lo studio a rue de Sèvres. Il «periodo allucinante iniziato da cinque anni» con la deflagrazione della seconda guerra mondiale stava finalmente terminando, e nel 1944 Parigi fu liberata dagli Alleati:
 
(Le Corbusier)

#### Gli accordi finali

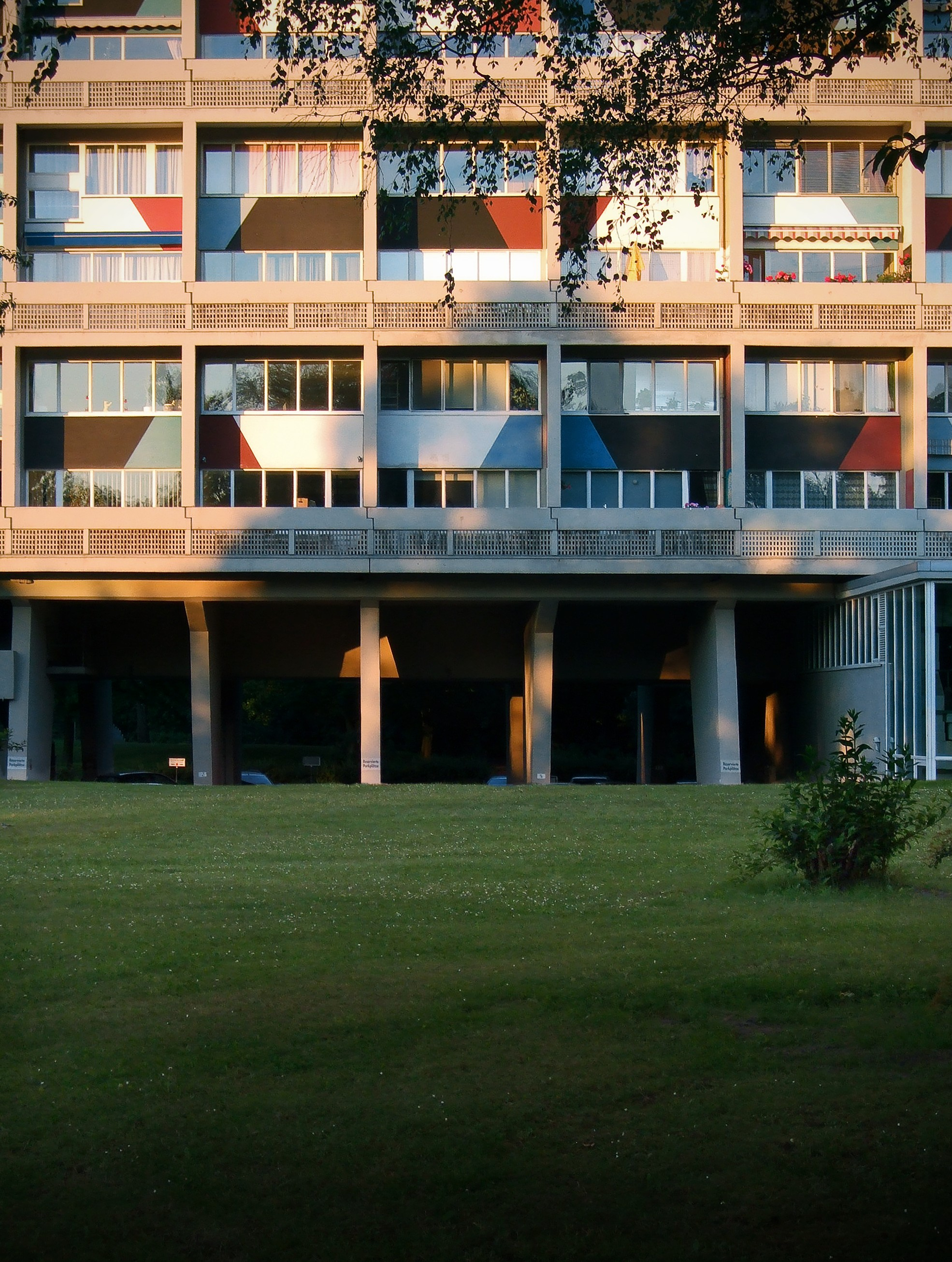
Agli esiti favorevoli dell'Unità d'Abitazione di Marsiglia si ispira la Corbusierhaus di Charlottenburg-Wilmersdorf, a Berlino, sempre realizzata dal maestro.

Questa «forzata monotonia», per ripetere le parole di Le Corbusier, ebbe fine nel 1945, quando con gli anni della ricostruzione in Francia si inaugurò un periodo di eccezionale produttività per l'architetto, da tutti i possibili punti di vista: edilizio, urbanistico, teorico. I danni di guerra patiti dal patrimonio architettonico e residenziale francese dischiusero ampie prospettive professionali per Le Corbusier, il quale dal 1945 fu attivo nella costruzione di un complesso edilizio a carattere sperimentale finalizzato a contrastare la lacerante mancanza d'alloggi venutasi a creare dopo la guerra: a questo edificio popolare, a sovvenzione statale, l'architetto diede il nome di Unité d'Habitation: «Dautry [ministro della Ricostruzione e dell'Urbanistica, n.d.r.] mi impone di fare con urgenza un grande lavoro, un edificio residenziale a Marsiglia. Per fortuna ormai mi occupo di questo tema da quindici anni!». Questo incarico, conclusosi nel 1952 con l'inaugurazione del complesso edilizio, valse all'architetto la Legione d'Onore, conferitagli il 14 ottobre di quell'anno da Claudius-Petit.
A questi anni risalgono anche la cappella di Notre-Dame du Haut, presso Ronchamp, massimo esempio dell'architettura religiosa del XX secolo per la sua plasticità razionalista ma dinamica, quasi poetica, oltre che la Fabbrica Duval a Saint-Dié (1946-1950) e le Case Jaoul a Neuilly-sur-Seine, dove viene suggellato il trapasso brutalista dell'architetto. Ancor più prestigioso, tuttavia, fu l'incarico che gli venne assegnato dal governo del Punjab, istituito nel 1947 in seguito alla scissione indo-pakistana, di redigere un piano urbanistico per la nuova capitale di Chandigarh, dove poter finalmente sfruttare in tutta la sua armonia la potenza espressiva del cemento armato: altra importante creazione lecorbusierana di questi anni fu il convento di La Tourette, anch'esso dall'austero e spirituale carattere brutalista. Di queste opere, nel dettaglio, si discuterà nelle rispettive voci. In questi anni, insomma, l'ingegno lecorbusierano raggiunse vertici creativi senza pari, tanto che il maestro era richiesto a Bogotà, Tokyo, in India, a partecipazioni, convegni e mostre. Basti leggere la seguente lettera, inoltrata alla petite maman nel 1955, per comprendere come negli anni cinquanta e sessanta la vita di Le Corbusier fosse satura di impegni:
 
(Le Corbusier)
Ormai anziano, per contrastare una vita satura di impegni, Édouard aveva fatto costruire nel 1951 presso Roquebrune-Cap-Martin, in Costa Azzurra, un capanno di legno minimalista dove poter rifugiarsi dalle insidie della vita e ritirarsi a meditare, leggere, disegnare, scrivere e riposare, il Cabanon. Fu proprio qui che si concluse la sua parabola non solo professionale, ma anche umana, nel 1965, quando in una apparentemente innocua nuotata nel Mediterraneo nello spicchio d'acqua antistante il Cabanon, Charles-Édouard Jeanneret-Gris fu folgorato da una crisi cardiaca e morì sul colpo. Sinceramente pianto da tutti i suoi contemporanei, gli furono tributate esequie solenni a cui parteciparono migliaia di francesi che vollero salutare, per l'ultima volta, il loro architetto più grande. Egli fu infine sepolto nel cimitero marino di Roccabruna, accanto alla moglie Yvonne, scomparsa esattamente otto anni prima.

## Principi architettonici

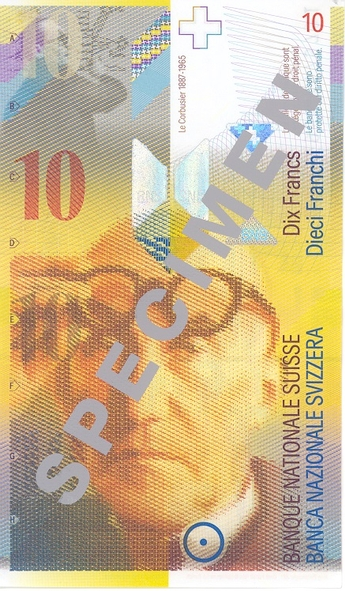
L'universalità di Le Corbusier è oggi attestata dalla sua presenza sulla banconota da dieci franchi svizzeri

### L'umanesimo lecorbusierano e la polemica antiaccademica
Le Corbusier sulla propria carta d'identità si presenta come homme de lettres [uomo di lettere]. Oltre a esser stato una delle figure più significative dell'architettura moderna, Le Corbusier è stato anche un prolifico scrittore. Al centro della propria indagine architettonica pone l'uomo e, riconoscendo il suo bisogno-diritto di essere felice, dà centralità alle sue esigenze di natura fisica, psicosomatica e culturale. Da questa premessa, la sua indagine architettonica imposta come cardini fondamentali del progetto il benessere spaziale, termico e acustico.
Mutuando la filosofia antropocentrica propria dei pensatori dell'antica Grecia, del Rinascimento e dell'Illuminismo, Le Corbusier, fermo nell'opinione che «si deve tentare di trovare sempre la scala umana» e che «l'architettura è l'attività che produce popoli felici», si interroga su come possa esser raggiunta la felicità in un'epoca dove gli architetti, avviluppati negli sterili e conformisti accademismi delle scuole, si crogiolavano nelle forme dell'art nouveau e si abbandonavano a calligrafie esuberanti, producendo veri e propri misfatti estetici e rivelavano incapaci di rapportarsi con la realtà circostante. Se l'architettura del XX secolo era «in penoso regresso», secondo il giudizio di Le Corbusier, era proprio a causa di questa convulsa e superflua tendenza all'ornamentazione.

### L'estetica degli ingegneri e la casa comemachine à habiter
Ai manierismi decorativi dell'architettura novecentesca, Le Corbusier contrappose la figura degli ingegneri, già divenuta paradigmatica nell'Ottocento, osservando come questi producessero di norma edifici esteticamente validi, seppur in modo inconsapevole, e giudicando positivamente l'attitudine degli ingegneri a non considerare la costruzione di edifici ad uso abitativo come un pretesto per sperimentazioni ornamentali, ma come un prodotto edilizio le cui caratteristiche siano da ricercarsi principalmente nella soluzione di problemi funzionali e meccanici. Fu per questo motivo che Le Corbusier giudicò positivamente le soluzioni architettoniche derivanti da un approccio ingegneristico alla progettazione in quanto concepite secondo una «modernità priva d'intenzionalità stilistico-estetica, scaturita direttamente dal corretto svolgimento di problemi ben posti» (Biraghi). Le Corbusier, in Vers une architecture, tesse una vera e propria apologia degli ingegneri, riportata di seguito:
(Le Corbusier)

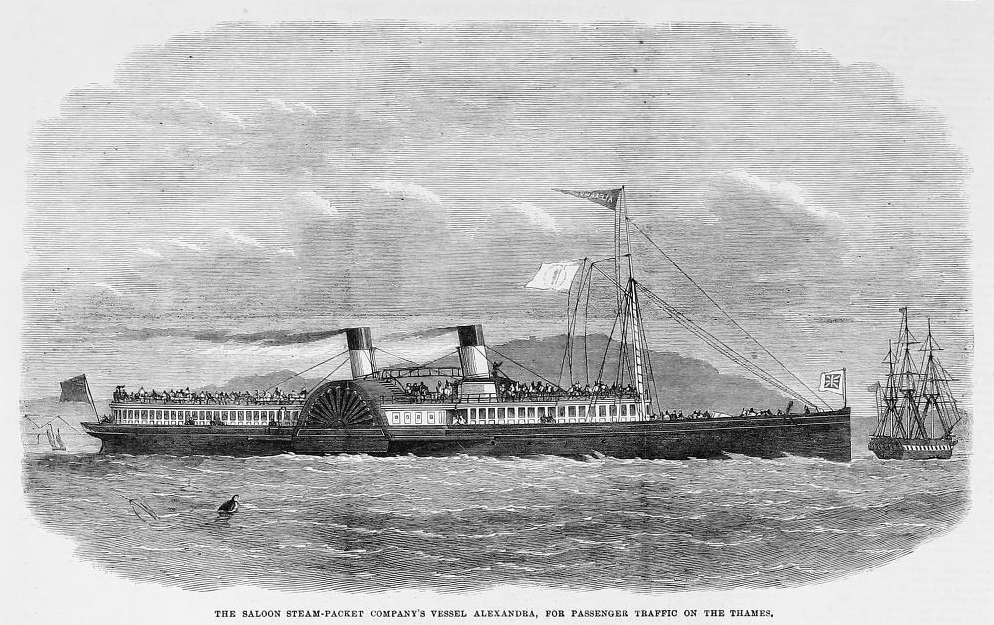
Immagine di un piroscafo tratta dal numero del London News del 15 luglio 1865. Sono molte le citazioni navali presenti negli edifici lecorbusierani.

A questi criteri funzionalisti, ad esempio, rispondono tutte quelle macchine, come i piroscafi, gli aerei, le automobili, elevate da Le Corbusier a simbolo del proprio Zeitgeist, le quali con il loro rigore funzionalista esercitano delle suggestioni che è corretto e, anzi, conveniente trasporre tout court in architettura. Non a caso, in Vers une architecture Le Corbusier propone raffronti grafici inizialmente giudicati inaccettabili, se non blasfemi, dove a un'immagine del Partenone corrisponde in basso quella di un'automobile, «perché si comprenda che si tratta in campi differenti di due prodotti di selezione, l'uno realizzato compiutamente, l'altro in una prospettiva di progresso», osserva l'architetto, concludendo poi: «Allora restano da confrontare le nostre case e i nostri palazzi con le automobili». Altrettanto suggestivi ed emozionanti risultano, secondo Édouard, i piroscafi:
(Le Corbusier)
Da questa analisi serrata Le Corbusier giunge alla naturale conclusione che la casa va assimilata a uno strumento d'abitazione, a una «macchina per abitare» messa a punto dalla civilisation del XX secolo e perfettamente funzionale, al pari delle macchine summenzionate, all'assolvimento efficace della sua funzione principale, ovverosia quella abitativa-residenziale: «Une maison est une machine à habiter». Su questa formula, certamente provocatoria e destinata a suscitare molte polemiche, si è soffermato ancora una volta il Gauthier:
(Maximilien Gauthier)

### I Cinque punti di una nuova architettura
Volendo comprendere gli standard ai quali, esattamente, deve rispondere quella «macchina per abitare» che è la casa, Le Corbusier, basandosi sulla sostituzione dei muri portanti con uno scheletro in cemento armato, enunciò simbolicamente cinque punti ai quali appellarsi - in maniera flessibile e affatto pedante o assiomatica - per innovare in maniera positiva l'architettura moderna. 
1. I pilotis
I pilotis, termine francese traducibile in «pilastri» o «palafitte», sostituiscono i voluminosi setti in muratura che penetravano fin dentro il terreno, per fungere infine da fondazioni, creando invece dei sostegni molto esili, poggiati su dei plinti, su cui appoggiare poi i solai in calcestruzzo armato. L'edificio è retto così da alti piloni puntiformi, di calcestruzzo armato anch'essi, che elevano la costruzione separandola dal terreno e dall'umidità. L'area così resa disponibile viene utilizzata come giardino, garage o – se in città – per migliorare la viabilità facendovi passare le strade.
2. I tetti-giardino

I cinque punti postulati da Le Corbusier trovano la loro massima espressione in villa Savoye, presso Poissy, in Francia.

Il toit terrasse [tetto a terrazza] ha la funzione di restituire all'uomo il suo rapporto con il verde, che non si insinua soltanto inferiormente all'edificio ma anche, e soprattutto, sopra. Tra i giunti delle lastre di copertura viene messo il terreno e vengono seminati erba e piante, che hanno una funzione coibente nei confronti dei piani inferiori e rendono lussureggiante e vivibile il tetto, dove si può così realizzare anche una piscina. Il tetto giardino è un concetto realizzabile anche grazie all'uso del calcestruzzo armato: questo materiale rende infatti possibile la costruzione di solai resistenti alle sollecitazioni indotte da carichi simili molto meglio dei precedenti sistemi volti a realizzare piani orizzontali.
3. La pianta libera
Il plan libre [pianta libera] è reso possibile dalla creazione di uno scheletro portante in cemento armato che elimina la funzione delle murature portanti che schiavizzavano la pianta dell'edificio, permettendo all'architetto di costruire l'abitazione in tutta libertà e disponendo le pareti e gli spazi a piacimento, senza necessariamente ricalcare il profilo dei setti sottostanti, con un'eccezionale flessibilità planimetrica.
4. La finestra a nastro
La fenêtre en longueur [finestra a nastro] è un'altra grande innovazione permessa dal calcestruzzo armato. La facciata, ormai spogliata delle sue funzioni statiche, può infatti ora essere tagliata in tutta la sua lunghezza da una finestra che ne occupa la superficie desiderata, permettendo una straordinaria illuminazione degli interni e un contatto più diretto con l'esterno.
5. La facciata libera
La façade libre [facciata libera] è una derivazione anch'essa dello scheletro portante in calcestruzzo armato. Consiste nella libertà di creare facciate non più costituite di murature aventi funzioni strutturali, ma semplicemente da una serie di elementi orizzontali e verticali i cui vuoti possono essere tamponati a piacimento, sia con pareti isolanti sia con infissi trasparenti.

### Tre suggerimenti ai signori architetti: il volume, la superficie, la pianta
I cinque punti (1927), canoni formali che per la loro verità vanno concepiti secondo Le Corbusier come la fondamentale sintassi dell'architettura moderna, in Vers une architecture (1925) vengono forniti «tre suggerimenti ai signori architetti» in merito ad altrettante componenti di un edificio: la pianta, la superficie, e il volume.
Per una figurazione architettonica efficace, infatti, stando al giudizio di Le Corbusier non bisogna sprofondare in futili superfetazioni decorative, «passatempi graditi al selvaggio», bensì realizzare strutture sagomate su forme geometriche semplici, massicce, dalla perfezione «non antica né moderna, bensì semplicemente eterna» (Biraghi) come il cubo, il cono, la sfera, il cilindro e la piramide. Per Le Corbusier, infatti, un fatto architettonico viene percepito dall'intelletto umano come giustapposizione ordinata e armoniosa di più forme semplici: risulta dunque inutile e dannoso complicare la nettezza di queste superfici, che - essendo già di per sé capaci di accendere impressioni estetiche intense - vanno al contrario esaltate nella loro semplicità nitida ed essenziale. Si viene così a generare un'intonata tensione di linee, rettangoli, forme pure che, animate di vita palpabile da una luce che si frantuma violentemente sull'involucro edilizio e si insinua con lirica delicatezza al suo interno, rendono l'architettura consona con le esigenze dei tempi moderni:

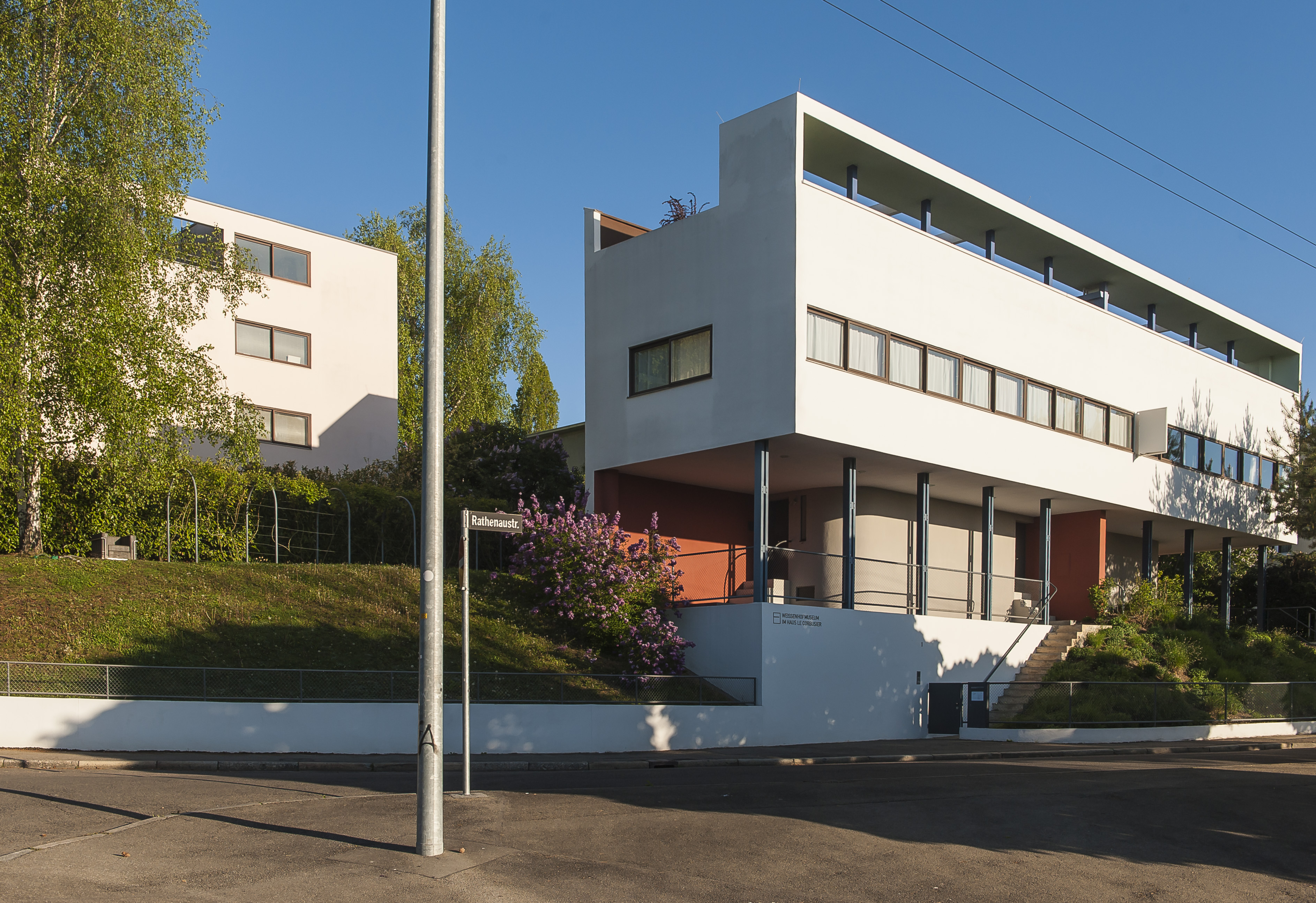
Palazzina di Le Corbusier alla Weißenhofsiedlung di Stoccarda, struttura che trae forza dal «gioco sapiente, corretto e magnifico dei volumi assemblati sotto la luce», per riportare una citazione del maestro.

Questa plastica di forme e masse geometriche essenziali, prosegue Le Corbusier, prende definitivo vigore solo se assecondata da superfici nette, in grado di accentuarne l'individualità, e da una pianta intellegibile, logica, corretta, in grado di garantire ordine:
seguendo la stessa legge. L'unità della legge è la legge di una pianta corretta: legge semplice infinitamente modulabile. Nella pianta è già compreso il principio della sensazione»
(Le Corbusier)
Questi enunciati dottrinali distillano la lezione di artisti come Cézanne («trattare la natura secondo cilindri, sfere, coni ...») e architetti come Ledoux («Il cerchio e il quadrato, ecco le lettere alfabetiche che gli autori impiegano nella trama delle opere migliori»), oltre che la propria formazione pittorica, consumatasi nel segno del Purismo: come già accennato nella sezione biografica, infatti, l'estetica purista intendeva superare le tautologie cubiste depurandole da tutte quelle degenerazioni ornamentali in favore di un'arte essenziale, semplificata, rigorosa e per questo motivo logica.
È orchestrando in maniera sapiente questi vari principi che, secondo il giudizio di Le Corbusier, si riesce a riformare l'architettura e a raggiungere un effetto estetico che trascende il banale razionalismo utilitario (proprio della pur lodatissima attività ingegneristica, che tutto pospone al soddisfacimento dei bisogni materiali) e che raggiunge vette di nuova poesia e lirismo:

### IlModulor

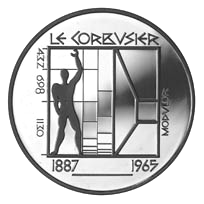
Il Modulor in una moneta svizzera coniata nel 1987

Il principale contributo di Le Corbusier all'architettura moderna consiste nell'aver concepito la costruzione di abitazioni ed edifici come fatti per l'uomo e costruiti a misura d'uomo: «solo l'utente ha la parola», afferma in Le Modulor, l'opera in cui espone la sua grande teorizzazione (sviluppata durante la seconda guerra mondiale), il modulor appunto. Il modulor è una scala di grandezze, basata sul rapporto di determinazione della sezione aurea, riguardo alle proporzioni del corpo umano: queste misure devono essere usate da tutti gli architetti per costruire non solo spazi ma anche ripiani, appoggi, accessi che siano perfettamente in accordo con le misure standard del corpo umano. Albert Einstein elogiò l'intuizione di Le Corbusier affermando, a proposito dei rapporti matematici da lui teorizzati: «È una scala di proporzioni che rende difficile l'errore, facile il suo contrario».

### Urbanistica
Le ardite teorie architettoniche di Le Corbusier giungono a una loro razionale compiutezza nei suoi avveniristici progetti urbanistici per le moderne metropoli del XX secolo, le quali - in effetti - si ponevano come realtà architettoniche in scala dilatata. La città architettonica contemporanea, infatti, era lacerata da innumerevoli errori e contraddizioni, in quanto non era riuscita a mutare struttura in risposta delle profonde trasformazioni operate sotto la spinta della rivoluzione industriale. Le Corbusier denuncia spietatamente i paradossi delle città così come tradizionalmente concepite, scosse da una circolazione veicolare inefficiente, causa di ingombri e di perdite di tempo, da cellule abitative straripanti di superfluo e edificate secondo procedimenti obsoleti e inadeguati alla vita moderna (che, come si è già visto, raggiungeva la propria acme espressiva in opere apparentemente prive di nobiltà, come le automobili). Già nel 1922, nel presentare al Salon d'Autumne il suo progetto sulla Città per Tre Milioni d'Abitanti, Le Corbusier illustrava i punti principali della sua città modello. Essa si basa essenzialmente su una attenta separazione degli spazi: gli alti grattacieli residenziali sono divisi gli uni dagli altri da ampie strade e lussureggianti giardini. Le Corbusier destina alle grandi arterie viarie il traffico automobilistico privandolo della presenza dei pedoni, garantendo così alte velocità sulle strade. All'utenza pedonale è restituita la città attraverso percorsi e sentieri tra i giardini e i grandi palazzi. Il grande maestro vuole non solo realizzare la casa secondo i canoni del Modulor, ma anche un nuovo ambiente costruito che sia nella sua interezza a misura d'uomo.

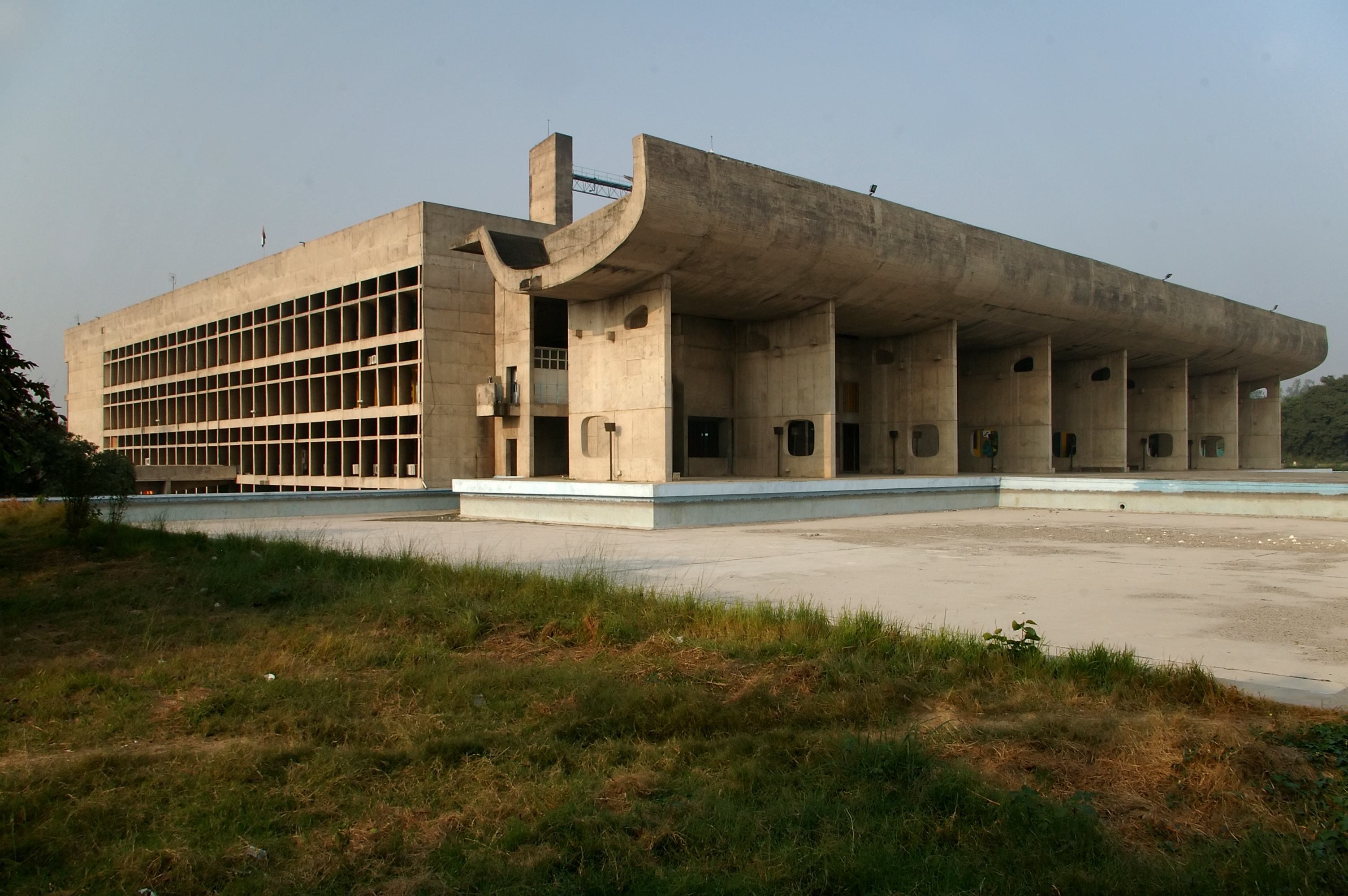
Il Palazzo dell'assemblea di Chandigarh

Nel 1933 queste sue idee vengono meglio sviluppate nel capolavoro teorico del progetto della Ville Radieuse, «la città di domani, dove sarà ristabilito il rapporto uomo-natura!». Qui si fa più marcata la separazione degli spazi: a nord gli edifici governativi, università, aeroporto e stazione ferroviaria centrale; a sud la zona industriale; al centro, tra i due lati, la zona residenziale. Il centro viene decongestionato dall'odiata giungla d'asfalto e solo il 12% di superficie risulta coperta dagli edifici residenziali, che si sviluppano in altezza destinando al verde tutte le altre zone. La ferrovia circonda ad anello la città, restando in periferia, mentre le arterie viarie hanno uscite direttamente alla base dei grattacieli residenziali dove sono situati i parcheggi; le autostrade sono rialzate rispetto al livello di base dai pilotis; i trasporti urbani si sviluppano in reti metropolitane sotto la superficie
Il grande sogno di poter realizzare la città ideale delle utopie rinascimentali e illuministe si concretizza nel 1951. Il primo ministro indiano, Nehru, chiamò Le Corbusier e suo cugino Pierre per destinare «al più grande architetto del mondo» l'edificazione della capitale del Punjab. Iniziano i lavori per Chandigarh (la «città d'argento»), la cui progettazione è concentrata dalla concretizzazione dell'utopia pionieristica dell'architetto: la divisione degli spazi qui giunge a chiudere definitivamente il divario tra uomo e costruzione e la città segue la pianta di un corpo umano, dato che decide di collocare gli edifici governativi e amministrativi nella testa, le strutture produttive e industriali nelle viscere, alla periferia del tronco gli edifici residenziali – tutti qui molto bassi – vere e proprie isole autonome immerse nel verde. Si concretizza anche la sua grande innovazione del sistema viario, con la separazione delle strade dedicate ai pedoni e quelle dedicate al solo traffico automobilistico: ogni isolato è circondato da una strada a scorrimento veloce che sbocca nei grandi parcheggi dedicati; un'altra strada risale tutto il «corpo» della città fino al Campidoglio ospitando ai lati gli edifici degli affari; una grande arteria pedonale ha alle sue ali negozi della tradizione indiana, con in più due strade laterali automobilistiche a scorrimento lento; una grande strada, infine, giunge fino a Delhi. La città di Chandigarh fonde tutti gli studi architettonici compiuti da Le Corbusier nei suoi viaggi giovanili per l'Europa e le sue innovazioni del cemento e della città a misura d'uomo. Simbolico il monumento centrale della città, una grande mano tesa verso il cielo, la mano dell'uomo del Modulor, «una mano aperta per ricevere e donare».

## Opere

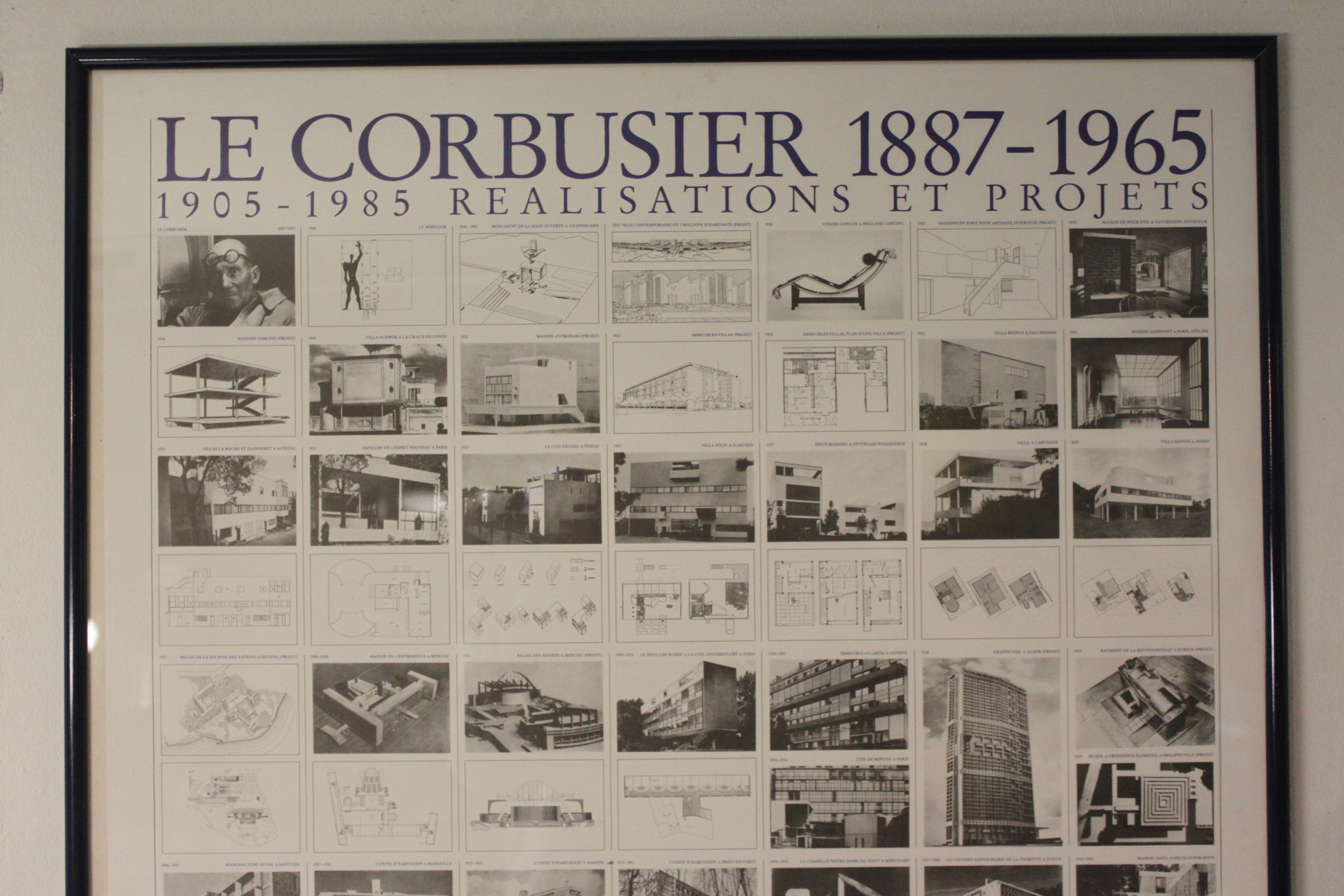
Regesto delle maggiori creazioni lecorbusierane

Nella sua lunghissima carriera, durata – dai primissimi passi della villa Fallet – quasi sessanta anni, Le Corbusier realizzò settantacinque edifici in dodici nazioni, una cinquantina di progetti urbanistici, tra cui il piano di fondazione di una nuova città, Chandigarh, e centinaia di progetti non realizzati, tra cui due importanti in Italia.

## Scritti
Di seguito si riporta una citazione di Vilma Torselli:
(Vilma Torselli)
Come sottolineato dalla Torselli Le Corbusier - il quale, come già ricordato, amava dirsi homme de lettres - è stato uno dei maggiori teorici dell'architettura del XX secolo e ha lasciato un enorme corpus di scritti. Egli infatti pubblicò quasi cinquantaquattro libri e opuscoli dedicati alle sue idee relative all'architettura, l'urbanistica, il design e l'arte. Molti di questi testi, caratterizzati da uno stile profetico, limpido, incisivo e sintetico, ricco di esclamazioni d'effetto e di constatazioni apodittiche, rimangono delle pietre miliari della letteratura disciplinare, diffuse in tutte le maggiori lingue del mondo. Tra tutti si citano Vers une architecture (1923), L'Art Décoratif d'Aujourd'hui (1925), Urbanisme (1925) e Une Maison, un Palais (1927).
Scrisse inoltre molti articoli su riviste d'architettura e giornali in francese e in altre lingue, relazioni a convegni. Rimangono, infine, un cospicuo numero di appunti, testi di conferenze e scritti in buona parte pubblicati post mortem, e un'ampia collezione di carnets di schizzi.
Egli stesso, assieme al cugino Pierre Jeanneret, aveva curato la pubblicazione della sua opera completa (Œuvre complète) in otto volumi.